# Kloster Rosa Coeli
Koordinaten: 49° 4′ 7,8″ N, 16° 28′ 17,3″ O

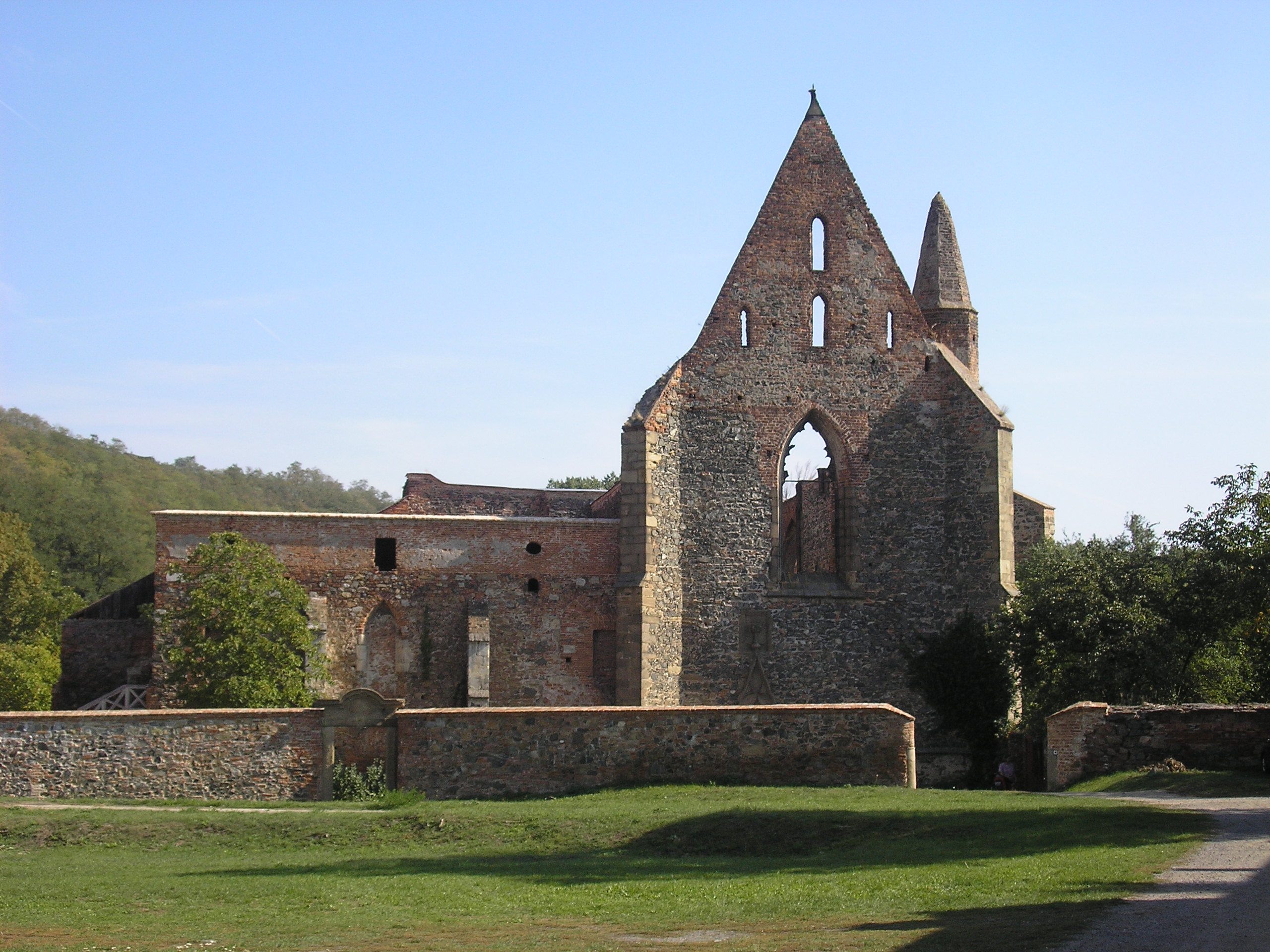
Das Kloster Rosa Coeli

Das Kloster Rosa Coeli („Himmelsrose“) in Dolní Kounice bei Brünn (Tschechien) gilt als ältestes Frauenkloster Mährens und zählt zu den bedeutendsten mitteleuropäischen Sakralbauten der Hochgotik.

## Lage
Die Ruinen der Klosteranlage befinden sich am Ortsrand der Kleinstadt Dolní Kounice im Okres Brno-venkov / Jihomoravský kraj, etwa 25 km südwestlich von Brünn am rechten Ufer der Jihlava.

## Geschichte
Wilhelm von Pulin (auch Pulin Graf von Dürnholz bzw. Wilhelm Graf von Pollau genannt) gründete 1181 das Kloster der Jungfrau Maria für Nonnen des Prämonstratenserordens – der Sage nach als vom Papst auferlegte Buße für begangene Gräueltaten. Später erhielt es den Namen Rosa Coeli. 1330 bis 1390 fand ein Umbau in gotischem Stil statt. In den Hussitenkriegen wurde das Kloster gebrandschatzt und begann zu verfallen. 1528 erlosch das Kloster, die umfangreichen Ländereien erwarb der böhmische Vizekanzler Jiří Žabka von Limberg. 
Zum Ende des 17. Jahrhunderts begannen die Strahover Prämonstratenser aus Prag mit dem Wiederaufbau, welcher jedoch 1703 durch eine weitere Brandkatastrophe zum Erliegen kam. Anschließend wurde die Anlage endgültig dem Verfall preisgegeben und 1808 von den Ordensleuten verkauft. Nach umfangreichen Sicherungsmaßnahmen wurde sie zur Besichtigung freigegeben und wird heute von der Gemeinde für Freilichtaufführungen genutzt.

## Bilder

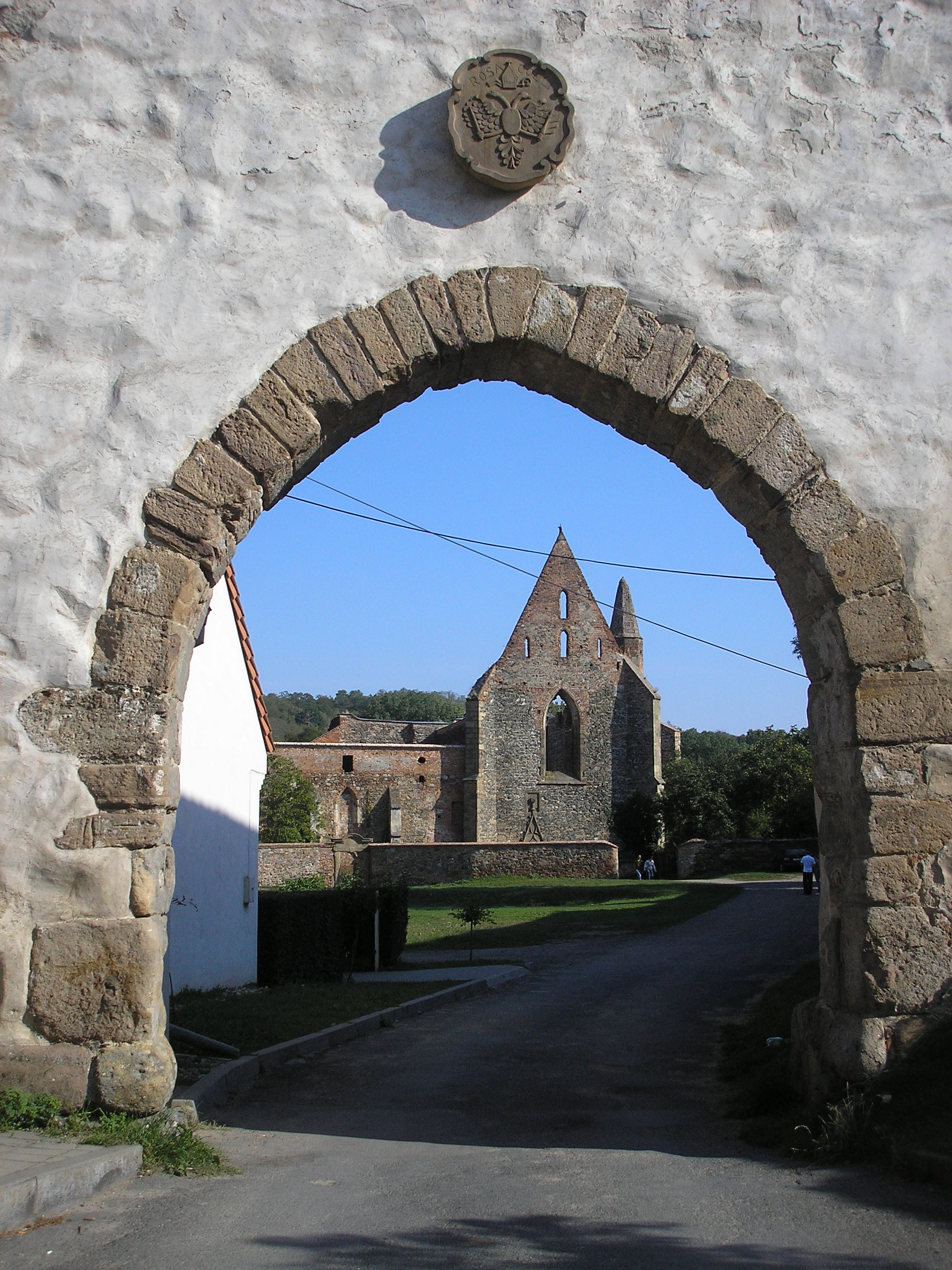
Pforte zur Klosteranlage
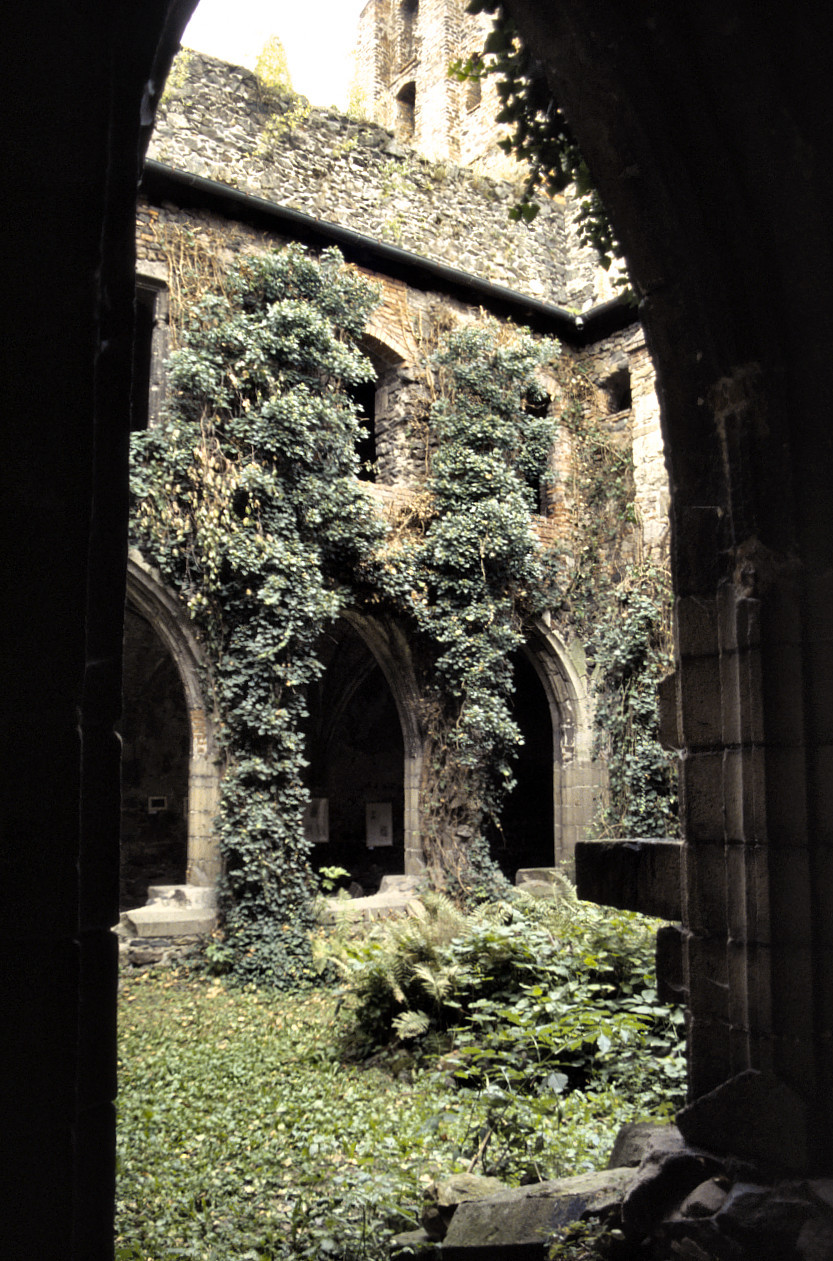
Kreuzgang
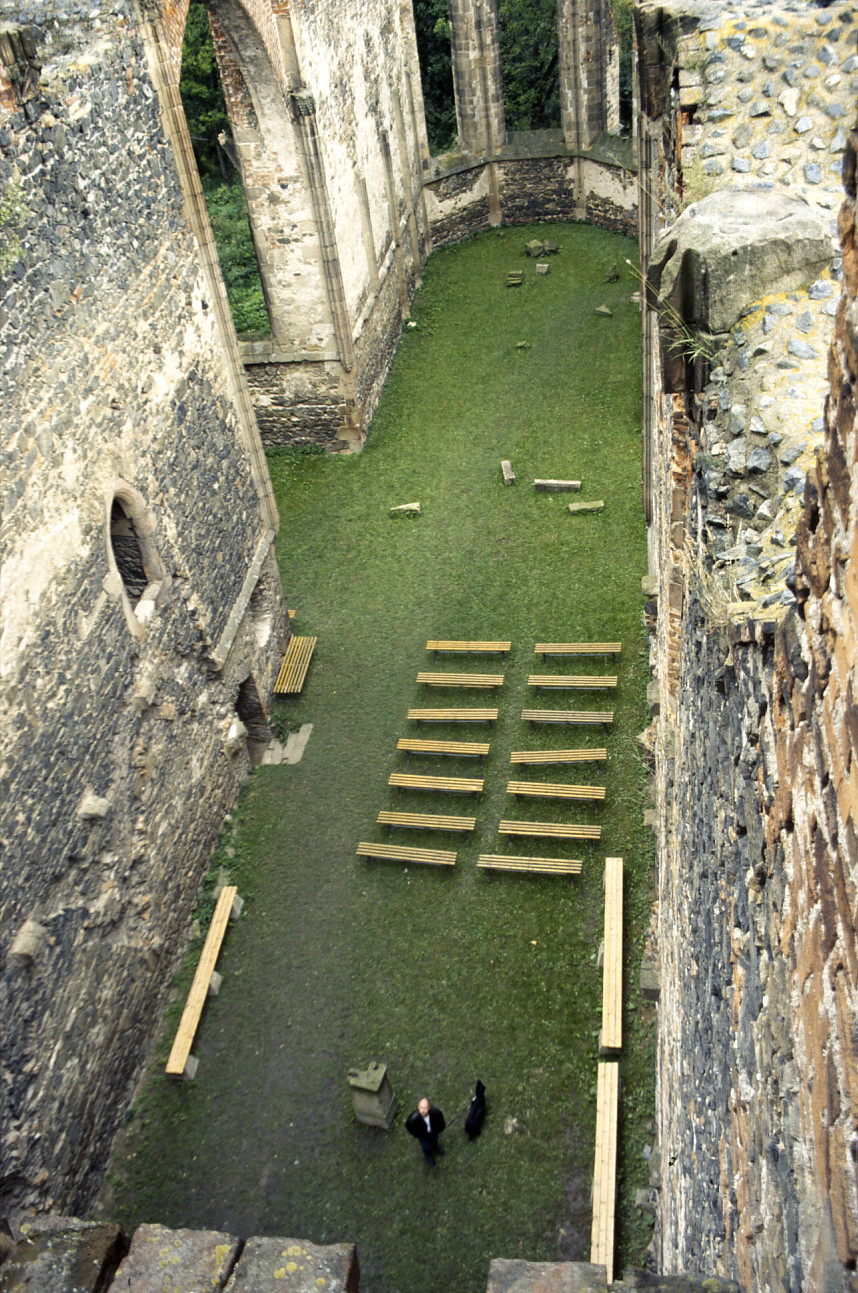
Blick ins Kirchenschiff
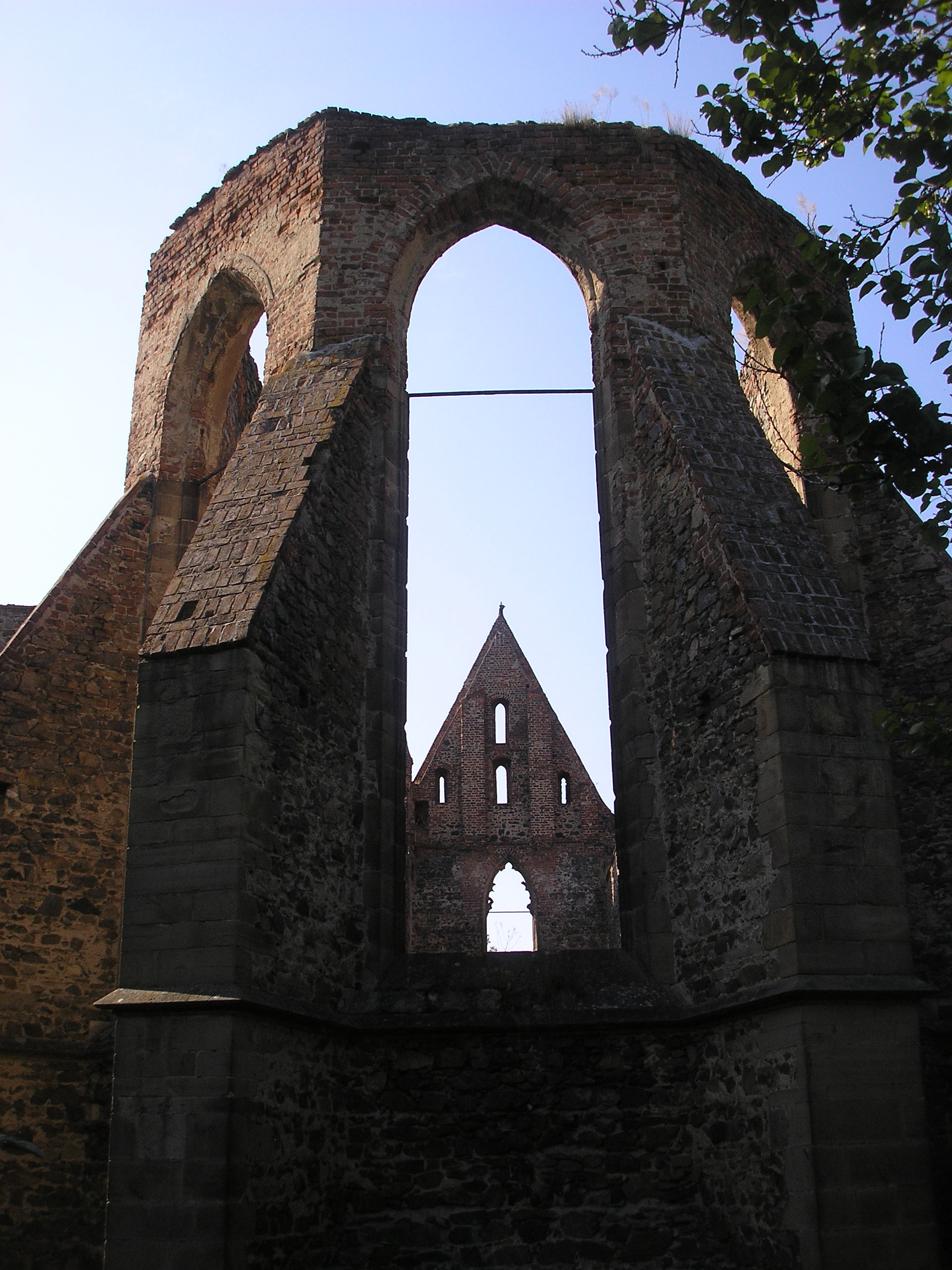
Giebel